# 岸谷貞治郎
岸谷 貞治郎（きしたに ていじろう、1896年（明治29年）7月1日 - 1982年（昭和57年）5月18日）は、日本の植物学者、教育家である。

## 経歴・人物
大阪府の生まれ。東京帝国大学（現在の東京大学）卒業後、徳川生物学研究所に入所し研究員として活動する。
1936年（昭和11年）には広島文理科大学（現在の広島大学）の教授となり、1947年（昭和22年）には同じ広島に所在する鈴峯女子専門学校の設立に携わった。後に同学校の校長を務め、1950年（昭和25年）には改組により鈴峯女子短期大学（2017年（平成29年）廃止）の初代学長となった。